# Cavellinoidea
De Cavellinoidea zijn een superfamilie van uitgestorven kreeftachtigen uit de klasse van de Ostracoda (mosselkreeftjes).

## Familie
- Cavellinidae Egorov, 1950 †